# 스기노메촌
스기노메촌(杉妻村)은 후쿠시마현 시노부군에 있던 촌이다. 현재의 후쿠시마시 호라이 지역 및 스기누메의 대부분 (시내 중심부의 남쪽 미나미후쿠시마역 동쪽 일대의 토호쿠 본선과 아부쿠마가와 사안에 낀 지역)에 해당한다.

## 역사
- 1889년 4월 1일 - 정촌제 시행에 의해 7촌의 구역으로 성립하였다.
- 1942년 2월 11일 - 후쿠시마시에 편입하여, 동일 스기노메촌이 폐지되었다.

## 교통

### 철도
- 일본국유철도
  - 도호쿠 본선
    - 나가이가와 신호장(1962년에 미나미후쿠시마역으로 승격하였다.)

### 도로
- 국도 4호선 (오슈 가도)

## 참고문헌
- 角川日本地名大辞典 7 福島県